# Singhamina
Singhamina es un género de foraminífero bentónico de la familia Duostominidae, de la superfamilia Duostominoidea, del suborden Robertinina y del orden Robertinida. Su especie tipo es Singhamina rajasthanensis. Su rango cronoestratigráfico abarca el Bathoniense (Jurásico medio).

## Clasificación
Singhamina incluye a las siguientes especies:
- Singhamina jaisalmerensis †
- Singhamina rajasthanensis †